# Sân vận động Olympic Pyeongchang
Sân vận động Olympic Pyeongchang (tiếng Hàn Quốc: 평창 올림픽 스타디움) là một sân vận động xây lắp tạm thời ở Pyeongchang, Gangwon, Hàn Quốc, để dành cho việc tổ chức lễ khai mạc và bế mạc của Thế vận hội Mùa đông 2018 và Thế vận hội Người khuyết tật Mùa đông 2018. Sân vận động đã được tháo dỡ sau khi các sự kiện trên kết thúc.